# Lepidosperma canescens
Lepidosperma canescens är en halvgräsart som beskrevs av Johann Otto Boeckeler. Lepidosperma canescens ingår i släktet Lepidosperma och familjen halvgräs. Inga underarter finns listade i Catalogue of Life.